# Onthophagus zuninoi
Onthophagus zuninoi es una especie de insecto del género Onthophagus, familia Scarabaeidae, orden Coleoptera.
Fue descrita científicamente por Martin-Piera en 1985.